# Leucanthemopsis alpina
Leucanthemopsis alpina là một loài thực vật có hoa trong họ Cúc. Loài này được (L.) Heywood mô tả khoa học đầu tiên năm 1975.